# 卡莫格蓋山
9°03′51″N 6°21′00″E / 9.06414°N 6.35°E

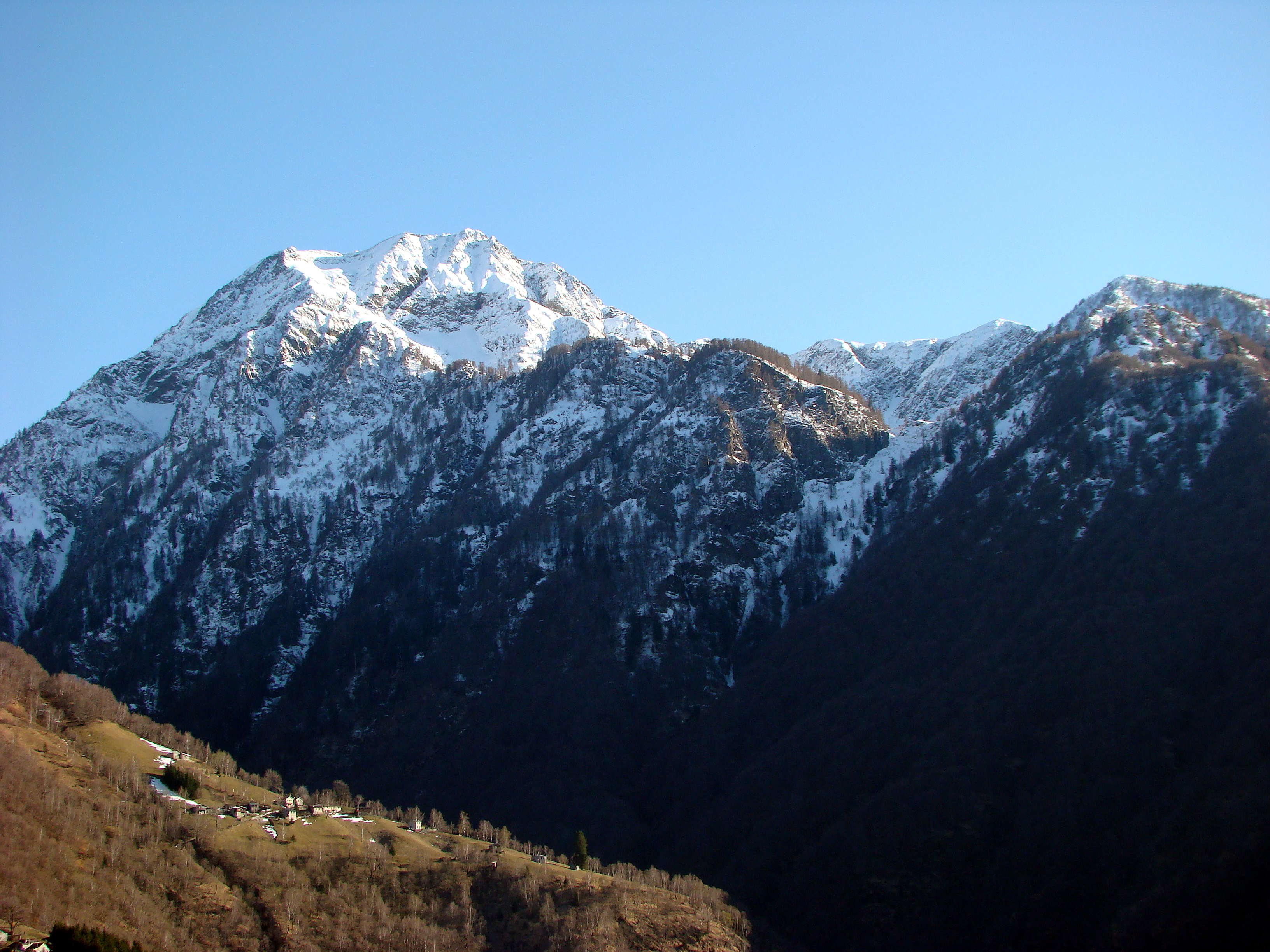

卡莫格蓋山（Camoghè），是瑞士的山峰，位於該國南部，由提契諾州負責管轄，屬於盧加諾前阿爾卑斯山脈的一部分，距離吉諾峰6.4公里，海拔高度2,228米，每年平均降雨量1,851毫米。